# Amtsgericht Weißenburg i. Bay.

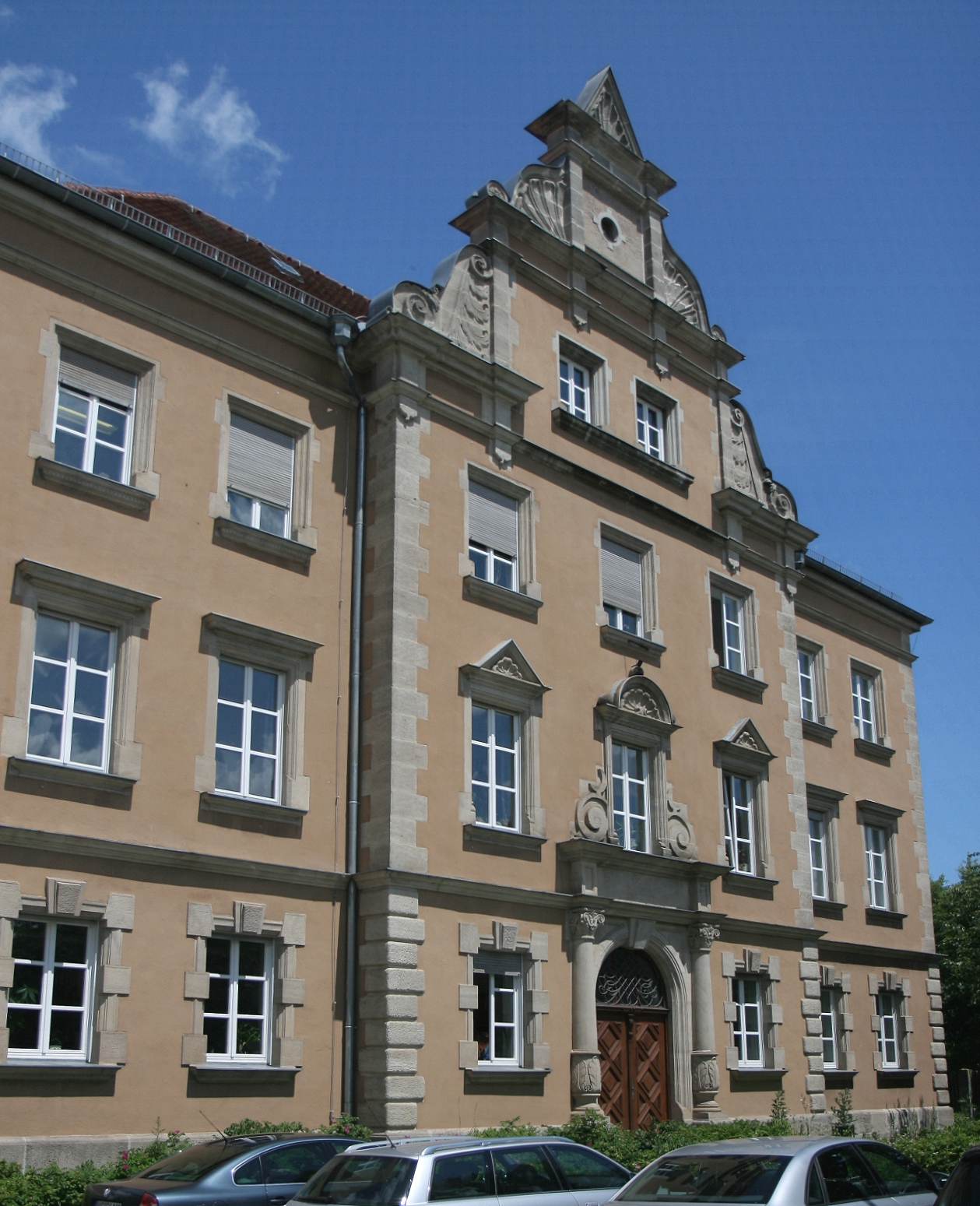
Gerichtsgebäude Niederhofener Straße (2009)

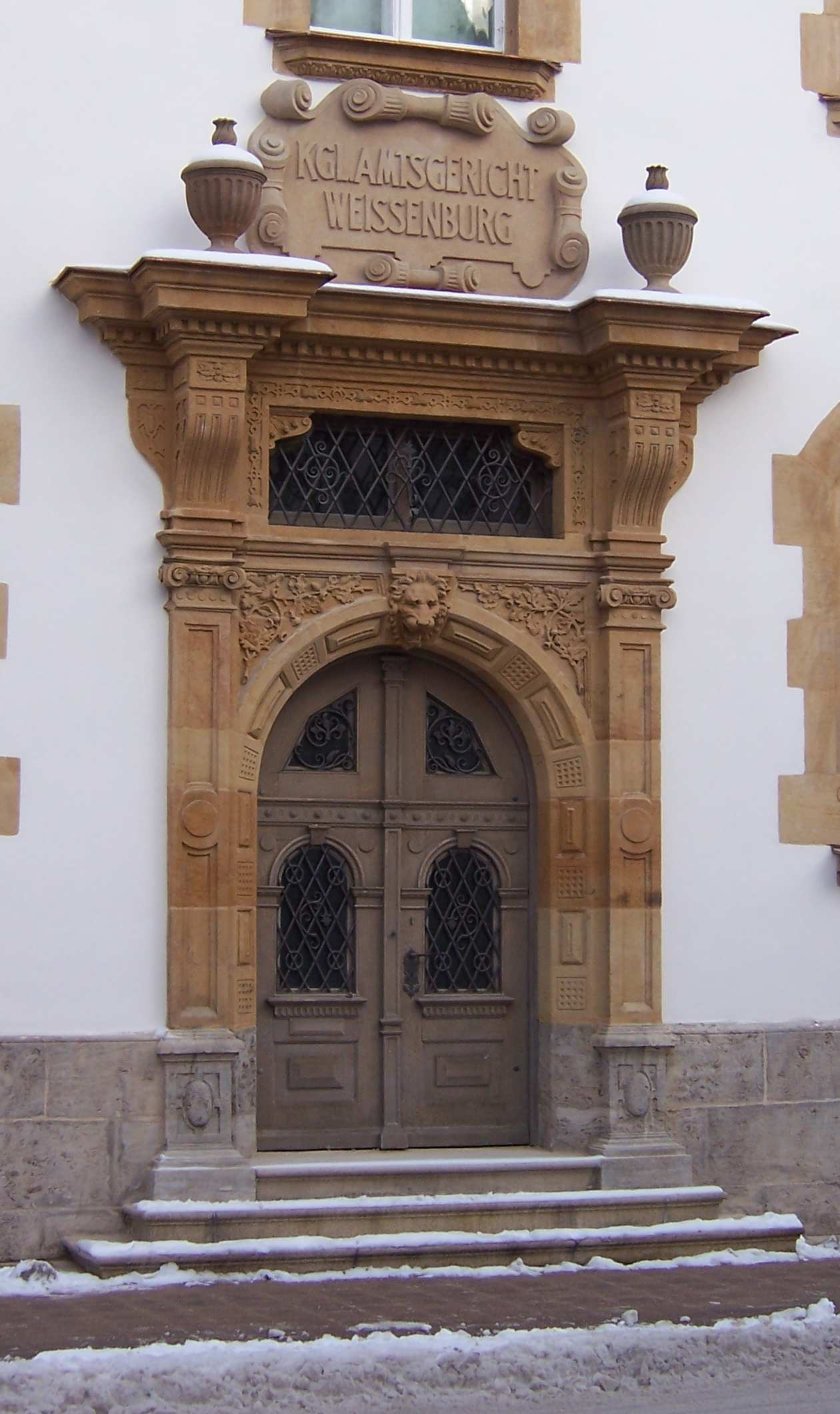
Portal des ehemaligen Gerichtsgebäudes in der Bahnhofsstraße

Das Amtsgericht Weißenburg ist ein Gericht der ordentlichen Gerichtsbarkeit und eines von 73 Amtsgerichten in Bayern. Es befindet sich in der Niederhofener Str. 9 in Weißenburg in Bayern.

## Geschichte
Bis 1796 war Weißenburg eine Freie Reichsstadt mit Stadtgericht, welches bis 1806 unter preußischer Hoheit stand. Als die Stadt an das Königreich Bayern überging, wurde das Gericht zwei Jahre darauf zum königlichen bayerischen Landgericht (älterer Ordnung) Weißenburg mit Sitz in Ellingen. 1817 verlegte man den Sitz nach Weißenburg. Vierzig Jahre später erweiterte sich der Zuständigkeitsbereich. Im Jahre 1879 wurde durch das Gerichtsverfassungsgesetz das Landgericht in Amtsgericht umbenannt. Zu Beginn des 20. Jahrhunderts wurde das erste Gebäude, das heutige alte Amtsgericht, in der Bahnhofstraße 2 erbaut. In den Jahren von 1932 bis 1933 wurden insgesamt 56 Gemeinden dem Zuständigkeitsbereich des Amtsgerichts hinzugefügt. Im April 1945 wurde das Gericht von den Alliierten geschlossen und im August desselben Jahres wieder eröffnet. Mit dem Inkrafttreten des Rechtspflegergesetzes erhielt das Amtsgericht Weißenburg das Zwangsversteigerungs- und Zwangsverwaltungsgericht sowie das Konkursgericht. Im Jahre 1962 wurde das Gerichtsgebäude renoviert. Durch die Gebietsreform in Bayern unterstand das Amtsgericht Weißenburg seit 1973 dem Landgericht Ansbach. Das heutige Hauptgebäude wurde 1975 bezogen und ein Jahr später umgebaut. Im Jahre 1980 wurde das Gebäude erneut umgebaut und 1992 erweitert. Ab 1995 waren alle Bediensteten im Gebäude in der Niederhofener Straße 9 untergebracht.

## Zuständigkeitsbereich
Der Zuständigkeitsbereich erstreckt sich auf den gesamten Landkreis Weißenburg-Gunzenhausen. Das Gericht ist für Zivil-, Familien- und Strafsachen zuständig und führt auch bestimmte Register.
Folgende Aufgaben fallen in den Bereich anderer Amtsgerichte:
- Handelsregister – Amtsgericht Ansbach
- Insolvenzverfahren – Amtsgericht Ansbach
- Landwirtschaftsverfahren – Amtsgericht Ansbach
- Partnerschaftsregister – Amtsgericht Ansbach
- Registersachen – Amtsgericht Ansbach
- Schifffahrtssachen – Amtsgericht Nürnberg
- Schiffsregister – Amtsgericht Regensburg
- Vereinsregister – Amtsgericht Ansbach

## Beschäftigte
62 Mitarbeiter sind am Amtsgericht Weißenburg beschäftigt. Darunter sind sechs Richter, ein Beamter des gehobenen Dienstes als Geschäftsleiter, elf Beamte des gehobenen Dienstes als Rechtspfleger, sechs Gerichtsvollzieher, 17 Beamte des mittleren Justizdienstes, vier Beamte des einfachen Justizdienstes und elf Arbeitnehmerinnen und Arbeitnehmer (Stand 1. Januar 2019).

## Übergeordnete Gerichte
Dem Amtsgericht Weißenburg ist das Landgericht Ansbach übergeordnet, welchem wiederum das Oberlandesgericht Nürnberg übergeordnet ist.